# UCI Women's World Tour

Paarse leiderstrui vanaf 2017.

De UCI Women's World Tour is vanaf 2016 het officiële regelmatigheidsklassement wielrennen voor vrouwen, georganiseerd door de UCI. Deze vervangt de wereldbeker, die tussen 1998 en 2015 bestond. Waar de wereldbeker enkel bestond uit eendagswedstrijden, omvat de World Tour ook meerdaagse rittenkoersen. Naast een individueel klassement, wordt er ook een jongeren- (U23) en ploegenklassement bijgehouden. Het niveau onder deze competitie is de UCI Women's ProSeries.
Sommige wedstrijden worden op dezelfde dag verreden als in de UCI World Tour voor heren, zoals de Ronde van Vlaanderen en Luik-Bastenaken-Luik. De Ronde van Italië vindt daarentegen niet in mei maar in juli plaats en duurt bovendien geen 21 maar 10 dagen.

## Eindklassementen

### Individueel klassement
| Jaar | Eerste                                | Eerste       | Tweede                                | Tweede       | Derde                                    | Derde        |
| ---- | ------------------------------------- | ------------ | ------------------------------------- | ------------ | ---------------------------------------- | ------------ |
| 2016 | Megan Guarnier Boels–Dolmans          | 946 ptn      | Leah Kirchmann Team Liv–Plantur       | 624 ptn      | Lizzie Deignan Boels–Dolmans             | 545 ptn      |
| 2017 | Anna van der Breggen Boels–Dolmans    | 1.016 ptn    | Annemiek van Vleuten Orica–Scott      | 989 ptn      | Katarzyna Niewiadoma WM3 Pro Cycling     | 856 ptn      |
| 2018 | Annemiek van Vleuten Mitchelton–Scott | 1.411,86 ptn | Marianne Vos WaowDeals Pro Cycling    | 1.394,88 ptn | Anna van der Breggen Boels–Dolmans       | 1.323,33 ptn |
| 2019 | Marianne Vos CCC Liv                  | 1.592 ptn    | Annemiek van Vleuten Mitchelton–Scott | 1.467,67 ptn | Lorena Wiebes Parkhotel Valkenburg       | 1.302,33 ptn |
| 2020 | Lizzie Deignan Trek–Segafredo         | 1.622,33 ptn | Elisa Longo Borghini Trek–Segafredo   | 1.567,33 ptn | Lisa Brennauer Ceratizit–WNT Pro Cycling | 1.424,67 ptn |
| 2021 | Annemiek van Vleuten Movistar Team    | 3.177 ptn    | Demi Vollering Team SD Worx           | 2.563 ptn    | Elisa Longo Borghini Trek–Segafredo      | 2.509 ptn    |
| 2022 | Annemiek van Vleuten Movistar Team    | 3.589 ptn    | Elisa Longo Borghini Trek–Segafredo   | 2.710 ptn    | Demi Vollering Team SD Worx              | 2.681 ptn    |
| 2023 | Demi Vollering SD Worx                | 4.891,86 ptn | Annemiek van Vleuten Movistar Team    | 2.790,57 ptn | Lotte Kopecky SD Worx                    | 2.735 ptn    |

### Jongerenklassement (-23)
| Jaar | Eerste                                          | Eerste | Tweede                                         | Tweede | Derde                                 | Derde  |
| ---- | ----------------------------------------------- | ------ | ---------------------------------------------- | ------ | ------------------------------------- | ------ |
| 2016 | Katarzyna Niewiadoma Rabo–Liv                   | 36 ptn | Floortje Mackaij Team Liv–Plantur              | 18 ptn | Sheyla Gutiérrez Cylance Pro Cycling  | 18 ptn |
| 2017 | Cecilie Uttrup Ludwig Cervélo–Bigla Pro Cycling | 52 ptn | Alice Barnes Drops                             | 16 ptn | Amalie Dideriksen Boels–Dolmans       | 16 ptn |
| 2018 | Sofia Bertizzolo Astana                         | 42 ptn | Liane Lippert Team Sunweb                      | 30 ptn | Jeanne Korevaar WaowDeals Pro Cycling | 22 ptn |
| 2019 | Lorena Wiebes Parkhotel Valkenburg              | 46 ptn | Marta Cavalli Valcar–Cylance                   | 42 ptn | Sofia Bertizzolo Team Virtu Cycling   | 22 ptn |
| 2020 | Liane Lippert Team Sunweb                       | 28 ptn | Mikayla Harvey Équipe Paule Ka                 | 22 ptn | Lorena Wiebes Team Sunweb             | 16 ptn |
| 2021 | Niamh Fisher-Black Team SD Worx                 | 34 ptn | Évita Muzic FDJ Nouvelle-Aquitaine Futuroscope | 32 ptn | Mariia Novolodskaia A.R. Monex        | 22 ptn |
| 2022 | Shirin van Anrooij Trek–Segafredo               | 50 ptn | Niamh Fisher-Black Team SD Worx                | 34 ptn | Pfeiffer Georgi Team DSM              | 28 ptn |
| 2023 | Shirin van Anrooij Trek–Segafredo               | 38 ptn | Gaia Realini Trek–Segafredo                    | 36 ptn | Maike van der Duin Canyon-SRAM        | 22 ptn |

### Ploegenklassement
| Jaar | Eerste         | Eerste        | Tweede           | Tweede       | Derde          | Derde        |
| ---- | -------------- | ------------- | ---------------- | ------------ | -------------- | ------------ |
| 2016 | Boels–Dolmans  | 2.894 ptn     | Wiggle High5     | 2.245 ptn    | Rabo–Liv       | 1.853 ptn    |
| 2017 | Boels–Dolmans  | 3.273 ptn     | Team Sunweb      | 2.153 ptn    | Wiggle High5   | 1.824 ptn    |
| 2018 | Boels–Dolmans  | 4.330 ptn     | Mitchelton–Scott | 4.119 ptn    | Team Sunweb    | 3.322 ptn    |
| 2019 | Boels–Dolmans  | 4.045 ptn     | Team Sunweb      | 2.946 ptn    | Trek–Segafredo | 2.548 ptn    |
| 2020 | Trek–Segafredo | 4.381 ptn     | Boels–Dolmans    | 3.177 ptn    | Team Sunweb    | 2.877 ptn    |
| 2021 | Team SD Worx   | 8.572 ptn     | Trek–Segafredo   | 5.263 ptn    | Movistar Team  | 5.043 ptn    |
| 2022 | Team SD Worx   | 9.803 ptn     | Trek–Segafredo   | 7.999 ptn    | Team DSM       | 7.536 ptn    |
| 2023 | SD Worx        | 14.331,02 ptn | Canyon-SRAM      | 8.138,97 ptn | Trek–Segafredo | 7.683,74 ptn |

## Winnaars per seizoen

### 2016

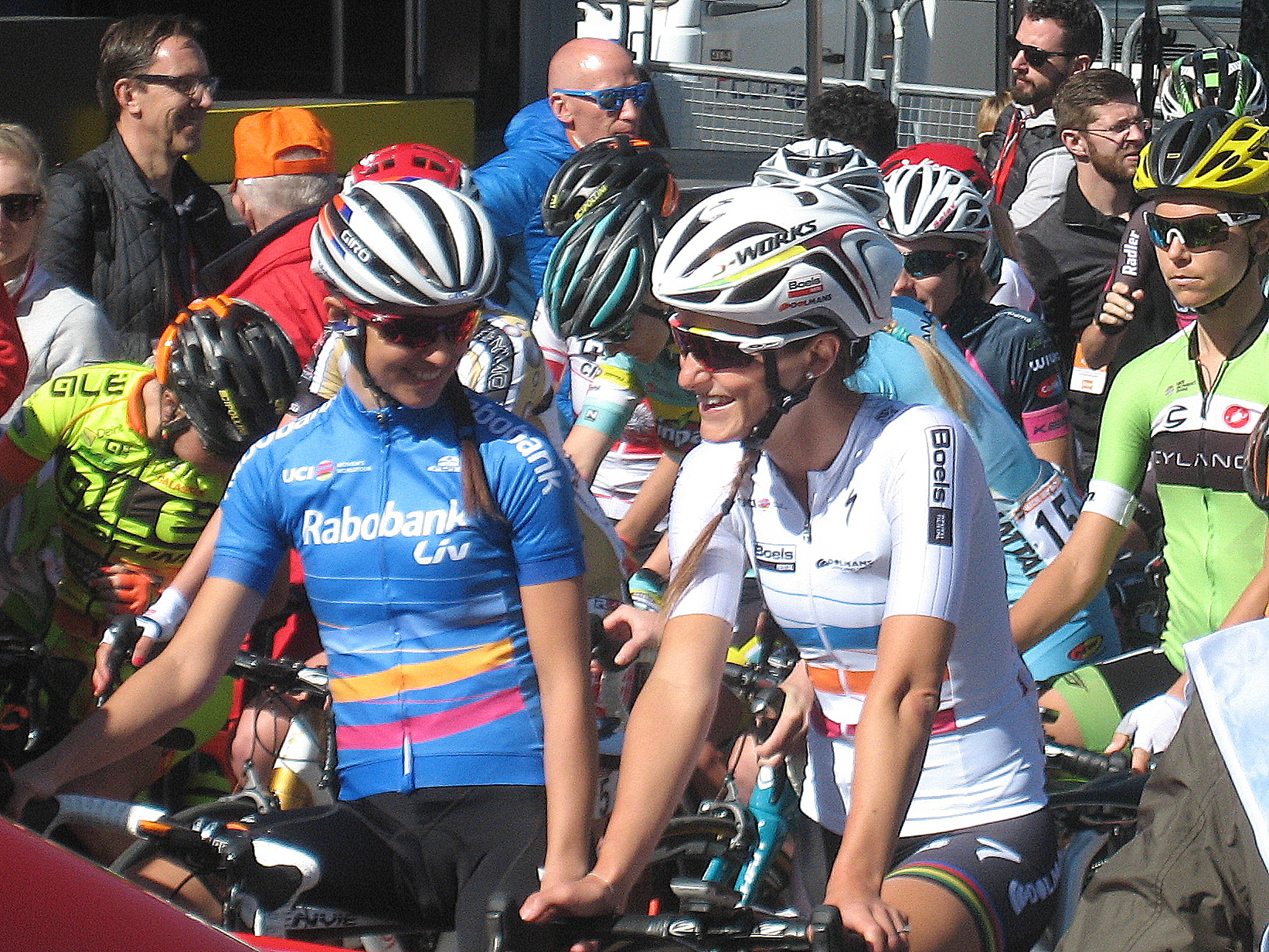
Leiderstruien in Waalse Pijl 2016.

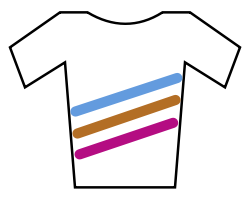
Leiderstrui in 2016.

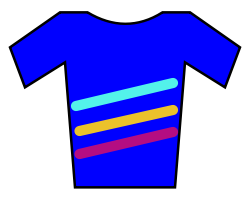
Jongerentrui in 2016.

| Wedstrijd                         | Datum              | Winnaar              | Tweede               | Derde                |
| --------------------------------- | ------------------ | -------------------- | -------------------- | -------------------- |
| Strade Bianche                    | 5 maart            | Elizabeth Armitstead | Katarzyna Niewiadoma | Emma Johansson       |
| Ronde van Drenthe                 | 12 maart           | Chantal Blaak        | Gracie Elvin         | Trixi Worrack        |
| Trofeo Alfredo Binda              | 20 maart           | Elizabeth Armitstead | Megan Guarnier       | Jolanda Neff         |
| Gent–Wevelgem in Flanders Field   | 27 maart           | Chantal Blaak        | Lisa Brennauer       | Lucinda Brand        |
| Ronde van Vlaanderen              | 3 april            | Elizabeth Armitstead | Emma Johansson       | Chantal Blaak        |
| Waalse Pijl                       | 20 april           | Anna van der Breggen | Evelyn Stevens       | Megan Guarnier       |
| Tour of Chongming Island          | 6-8 mei            | Chloe Hosking        | Ting Ying Huang      | Leah Kirchmann       |
| Amgen Tour of California          | 19-22 mei          | Megan Guarnier       | Kristin Armstrong    | Evelyn Stevens       |
| Philadelphia Int. Cycling Classic | 5 juni             | Megan Guarnier       | Elisa Longo Borghini | Alena Amialiusik     |
| Aviva Women's Tour                | 15-19 juni         | Elizabeth Armitstead | Ashleigh Moolman     | Elisa Longo Borghini |
| Giro d'Italia Int. Femminile      | 1-10 juli          | Megan Guarnier       | Evelyn Stevens       | Anna van der Breggen |
| La Course by Le Tour de France    | 24 juli            | Chloe Hosking        | Lotta Lepistö        | Marianne Vos         |
| Prudential Ride London            | 30 juli            | Kirsten Wild         | Nina Kessler         | Leah Kirchmann       |
| Open de Suède Vårgårda (TTT)      | 19 augustus        | Boels-Dolmans        | Cervélo-Bigla        | Rabo-Liv             |
| Open de Suède Vårgårda            | 21 augustus        | Emilia Fahlin        | Lotta Lepistö        | Chantal Blaak        |
| GP de Plouay-Bretagne             | 27 augustus        | Eugenia Bujak        | Elena Cecchini       | Joëlle Numainville   |
| La Madrid Challenge by La Vuelta  | 11 september       | Jolien D'Hoore       | Chloe Hosking        | Marta Bastianelli    |
| Eindklassement                    | Eindklassement     | Megan Guarnier       | Leah Kirchmann       | Elizabeth Armitstead |
| Jongerenklassement                | Jongerenklassement | Katarzyna Niewiadoma | Floortje Mackaij     | Sheyla Gutiérrez     |
| Ploegenklassement                 | Ploegenklassement  | Boels Dolmans        | Wiggle High5         | Rabo-Liv             |

### 2017

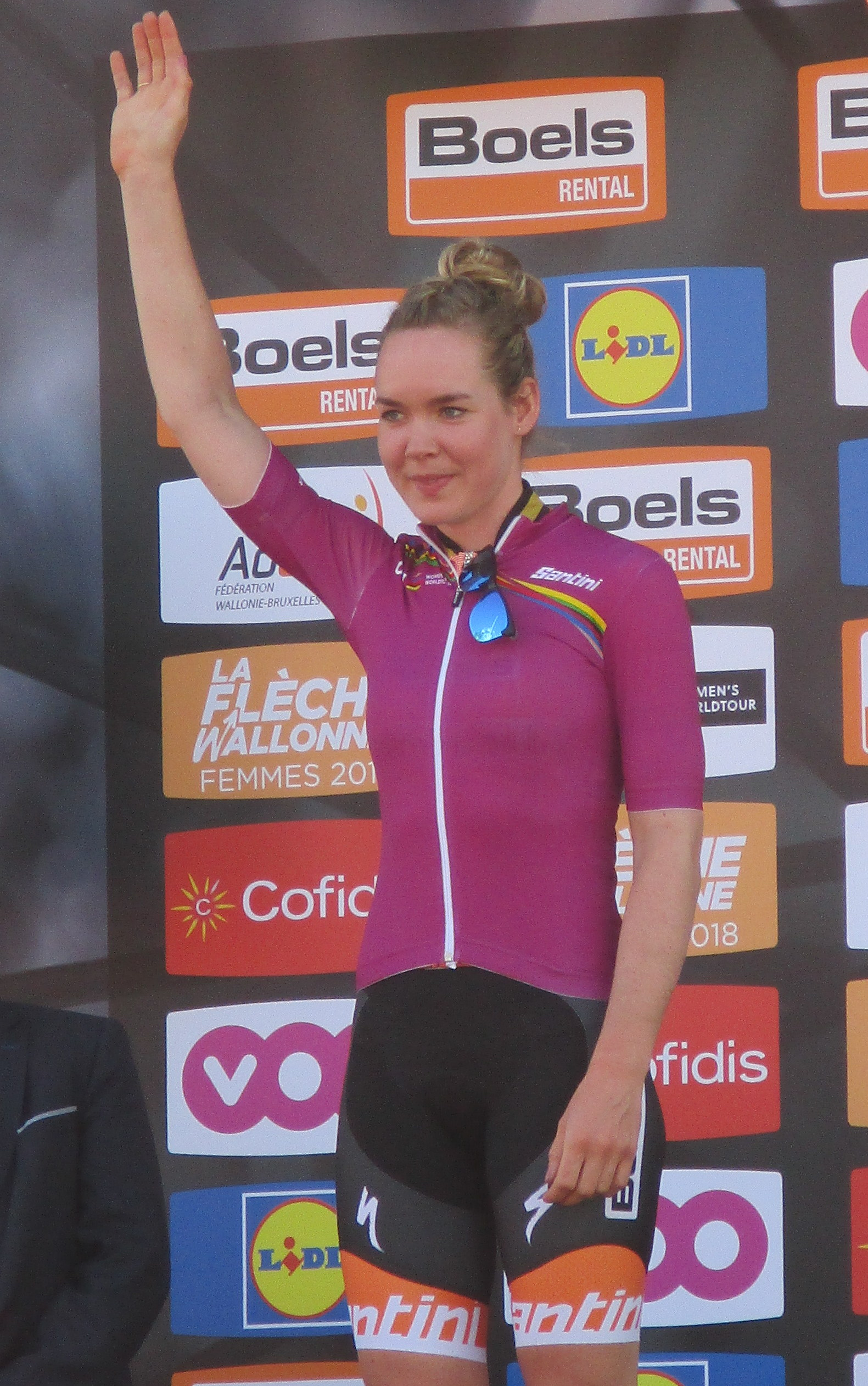
Anna van der Breggen in leiderstrui.

| Wedstrijd                         | Datum              | Winnaar               | Tweede                 | Derde                                     |
| --------------------------------- | ------------------ | --------------------- | ---------------------- | ----------------------------------------- |
| Strade Bianche                    | 4 maart            | Elisa Longo Borghini  | Katarzyna Niewiadoma   | Elizabeth Deignan                         |
| Ronde van Drenthe                 | 11 maart           | Amalie Dideriksen     | Elena Cecchini         | Lucinda Brand                             |
| Trofeo Alfredo Binda              | 19 maart           | Coryn Rivera          | Arlenis Sierra         | Cecilie Uttrup Ludwig                     |
| Gent–Wevelgem in Flanders Field   | 26 maart           | Lotta Lepistö         | Jolien D'Hoore         | Coryn Rivera                              |
| Ronde van Vlaanderen              | 2 april            | Coryn Rivera          | Gracie Elvin           | Chantal Blaak                             |
| Amstel Gold Race                  | 16 april           | Anna van der Breggen  | Elizabeth Deignan      | Katarzyna Niewiadoma Annemiek van Vleuten |
| Waalse Pijl                       | 19 april           | Anna van der Breggen  | Elizabeth Deignan      | Katarzyna Niewiadoma                      |
| Luik-Bastenaken-Luik              | 23 april           | Anna van der Breggen  | Elizabeth Deignan      | Katarzyna Niewiadoma                      |
| Tour of Chongming Island          | 5-7 mei            | Jolien D'Hoore        | Kirsten Wild           | Chloe Hosking                             |
| Amgen Tour of California          | 11-14 mei          | Anna van der Breggen  | Katie Hall             | Arlenis Sierra                            |
| Philadelphia Int. Cycling Classic | 4 juni             | geannuleerd           | geannuleerd            | geannuleerd                               |
| OVO Energy Women's Tour           | 7-11 juni          | Katarzyna Niewiadoma  | Christine Majerus      | Hannah Barnes                             |
| Giro d'Italia Int. Femminile      | 30 juni-9 juli     | Anna van der Breggen  | Elisa Longo Borghini   | Annemiek van Vleuten                      |
| La Course by Le Tour de France    | 20 juli            | Annemiek van Vleuten  | Elizabeth Deignan      | Elisa Longo Borghini                      |
| Prudential Ride London            | 29 juli            | Coryn Rivera          | Lotta Lepistö          | Lisa Brennauer                            |
| Open de Suède Vårgård (TTT)       | 11 augustus        | Boels-Dolmans         | Cervélo-Bigla          | Canyon-SRAM                               |
| Open de Suède Vårgårda            | 13 augustus        | Lotta Lepistö         | Marianne Vos           | Leah Kirchmann                            |
| Ladies Tour of Norway             | 17-20 augustus     | Marianne Vos          | Megan Guarnier         | Ellen van Dijk                            |
| GP de Plouay-Bretagne             | 26 augustus        | Elizabeth Deignan     | Pauline Ferrand-Prévot | Sarah Roy                                 |
| Boels Ladies Tour                 | 29 aug-3 sep       | Annemiek van Vleuten  | Anna van der Breggen   | Ellen van Dijk                            |
| La Madrid Challenge by La Vuelta  | 10 september       | Jolien D'Hoore        | Coryn Rivera           | Roxane Fournier                           |
| Eindklassement                    | Eindklassement     | Anna van der Breggen  | Annemiek van Vleuten   | Katarzyna Niewiadoma                      |
| Jongerenklassement                | Jongerenklassement | Cecilie Uttrup Ludwig | Alice Barnes           | Amalie Dideriksen                         |
| Ploegenklassement                 | Ploegenklassement  | Boels Dolmans         | Team Sunweb            | Wiggle High5                              |

### 2018

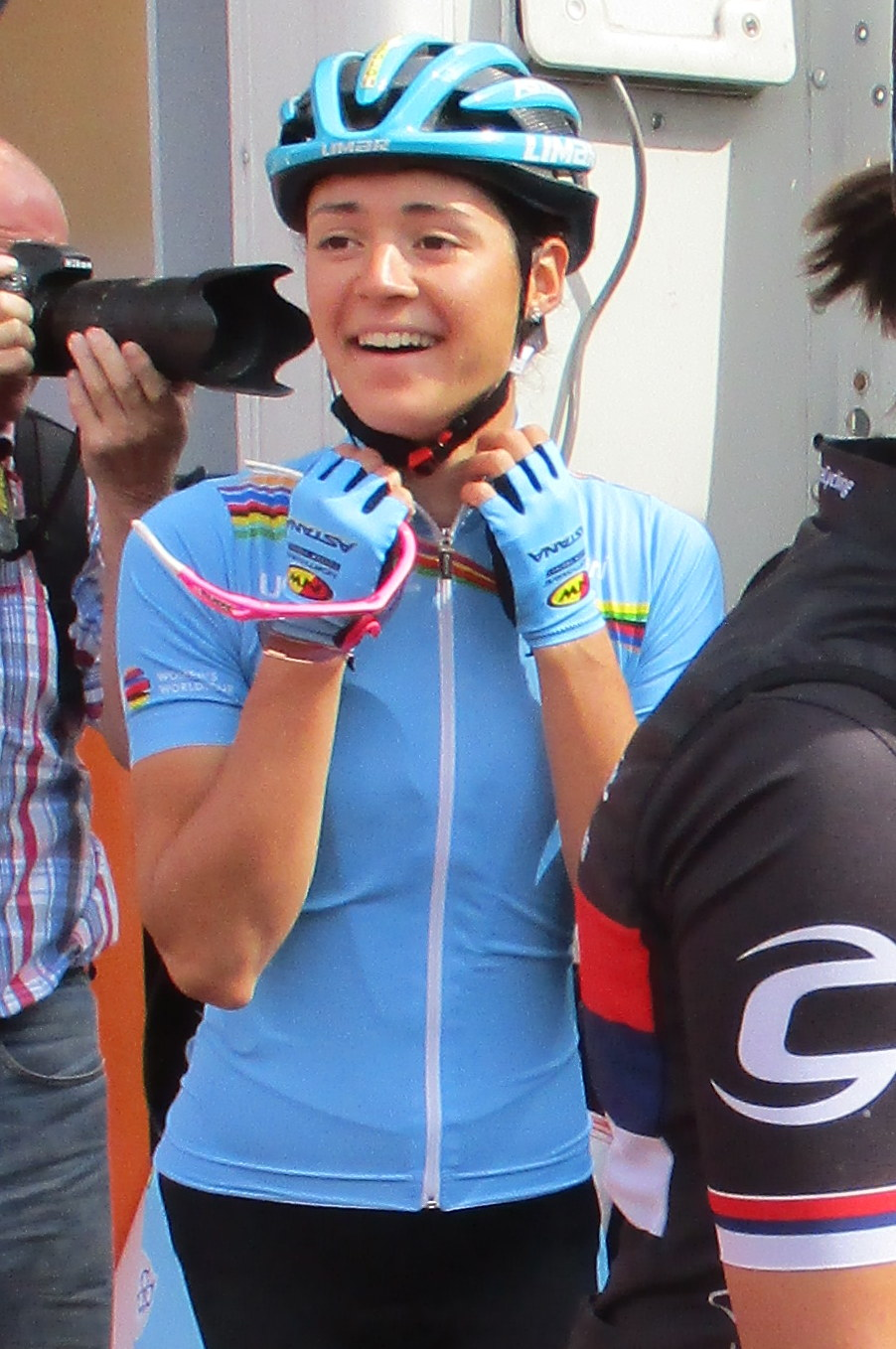
Sofia Bertizzolo in jongerentrui.

| Wedstrijd                        | Datum              | Winnaar              | Tweede                 | Derde                  |
| -------------------------------- | ------------------ | -------------------- | ---------------------- | ---------------------- |
| Strade Bianche                   | 3 maart            | Anna van der Breggen | Katarzyna Niewiadoma   | Elisa Longo Borghini   |
| Ronde van Drenthe                | 11 maart           | Amy Pieters          | Alexis Ryan            | Chloe Hosking          |
| Trofeo Alfredo Binda             | 18 maart           | Katarzyna Niewiadoma | Chantal Blaak          | Marianne Vos           |
| Driedaagse Brugge-De Panne       | 22 maart           | Jolien D'Hoore       | Chloe Hosking          | Christine Majerus      |
| Gent–Wevelgem in Flanders Field  | 25 maart           | Marta Bastianelli    | Jolien D'Hoore         | Lisa Klein             |
| Ronde van Vlaanderen             | 1 april            | Anna van der Breggen | Amy Pieters            | Annemiek van Vleuten   |
| Amstel Gold Race                 | 15 april           | Chantal Blaak        | Lucinda Brand          | Amanda Spratt          |
| Waalse Pijl                      | 18 april           | Anna van der Breggen | Ashleigh Moolman-Pasio | Megan Guarnier         |
| Luik-Bastenaken-Luik             | 22 april           | Anna van der Breggen | Amanda Spratt          | Annemiek van Vleuten   |
| Tour of Chongming Island         | 4-6 mei            | Charlotte Becker     | Shannon Malseed        | Anastasia Iakovenko    |
| Amgen Tour of California         | 17-19 mei          | Katie Hall           | Tayler Wiles           | Katarzyna Niewiadoma   |
| Emakumeen Bira                   | 19-22 mei          | Amanda Spratt        | Annemiek van Vleuten   | Anna van der Breggen   |
| OVO Energy Women's Tour          | 13-17 juni         | Coryn Rivera         | Marianne Vos           | Dani Rowe              |
| Giro d'Italia Int. Femminile     | 6-15 juli          | Annemiek van Vleuten | Ashleigh Moolman-Pasio | Amanda Spratt          |
| La Course by Le Tour de France   | 17 juli            | Annemiek van Vleuten | Anna van der Breggen   | Ashleigh Moolman-Pasio |
| Prudential Ride London           | 28 juli            | Kirsten Wild         | Marianne Vos           | Elisa Balsamo          |
| Open de Suède Vårgårda (TTT)     | 10 augustus        | Boels Dolmans        | Team Sunweb            | Cervélo-Bigla          |
| Open de Suède Vårgårda           | 12 augustus        | Marianne Vos         | Kirsten Wild           | Lotta Lepistö          |
| Ladies Tour of Norway (TTT)      | 16 augustus        | Team Sunweb          | Mitchelton-Scott       | Cervélo-Bigla          |
| Ladies Tour of Norway            | 17-19 augustus     | Marianne Vos         | Emilia Fahlin          | Coryn Rivera           |
| GP de Plouay-Bretagne            | 25 augustus        | Amy Pieters          | Marianne Vos           | Coryn Rivera           |
| Boels Ladies Tour                | 28 aug-2 sep       | Annemiek van Vleuten | Ellen van Dijk         | Anna van der Breggen   |
| La Madrid Challenge by La Vuelta | 15-16 september    | Ellen van Dijk       | Coryn Rivera           | Audrey Cordon-Ragot    |
| Ronde van Guangxi                | 21 oktober         | Arlenis Sierra       | Hannah Barnes          | Sara Mustonen          |
| Eindklassement                   | Eindklassement     | Annemiek van Vleuten | Marianne Vos           | Anna van der Breggen   |
| Jongerenklassement               | Jongerenklassement | Sofia Bertizzolo     | Liane Lippert          | Jeanne Korevaar        |
| Ploegenklassement                | Ploegenklassement  | Boels Dolmans        | Mitchelton-Scott       | Team Sunweb            |

### 2019

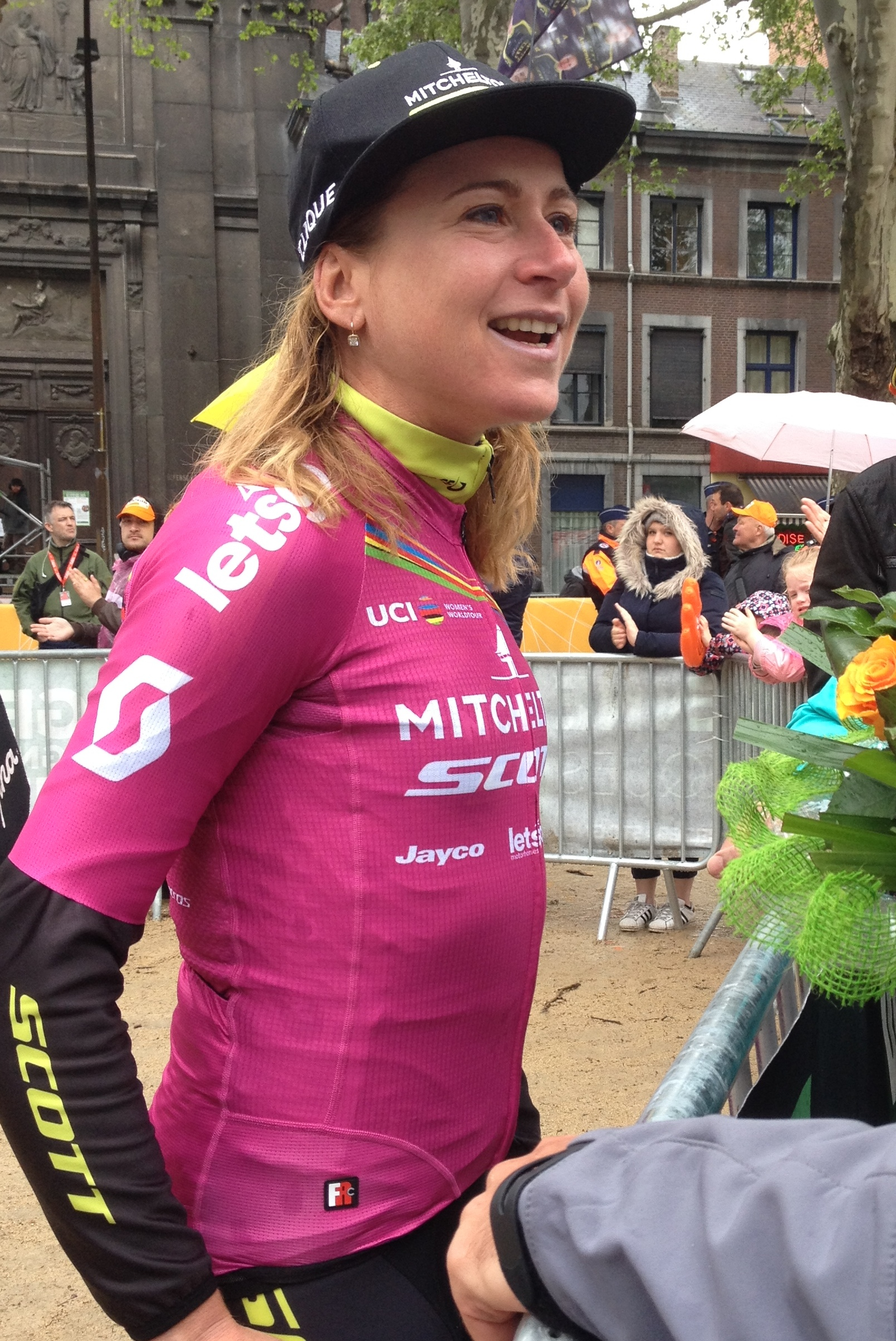
Annemiek van Vleuten in de leiderstrui.

| Wedstrijd                        | Datum              | Winnaar              | Tweede               | Derde                        |
| -------------------------------- | ------------------ | -------------------- | -------------------- | ---------------------------- |
| Strade Bianche                   | 9 maart            | Annemiek van Vleuten | Annika Langvad       | Katarzyna Niewiadoma         |
| Ronde van Drenthe                | 17 maart           | Marta Bastianelli    | Chantal Blaak        | Ellen van Dijk               |
| Trofeo Alfredo Binda             | 24 maart           | Marianne Vos         | Amanda Spratt        | Cecilie Uttrup Ludwig        |
| Driedaagse Brugge-De Panne       | 28 maart           | Kirsten Wild         | Lorena Wiebes        | Lotte Kopecky                |
| Gent–Wevelgem in Flanders Field  | 31 maart           | Kirsten Wild         | Lorena Wiebes        | Letizia Paternoster          |
| Ronde van Vlaanderen             | 7 april            | Marta Bastianelli    | Annemiek van Vleuten | Cecilie Uttrup Ludwig        |
| Amstel Gold Race                 | 21 april           | Katarzyna Niewiadoma | Annemiek van Vleuten | Marianne Vos                 |
| Waalse Pijl                      | 24 april           | Anna van der Breggen | Annemiek van Vleuten | Annika Langvad               |
| Luik-Bastenaken-Luik             | 28 april           | Annemiek van Vleuten | Floortje Mackaij     | Demi Vollering               |
| Tour of Chongming Island         | 9-11 mei           | Lorena Wiebes        | Jutatip Maneephan    | Lotte Kopecky                |
| Amgen Tour of California         | 16-18 mei          | Anna van der Breggen | Katie Hall           | Ashleigh Moolman-Pasio       |
| Emakumeen Bira                   | 22-25 mei          | Elisa Longo Borghini | Amanda Spratt        | Soraya Paladin               |
| OVO Energy Women's Tour          | 12-16 juni         | Lizzie Deignan       | Katarzyna Niewiadoma | Amy Pieters                  |
| Giro d'Italia Int. Femminile     | 5-14 juli          | Annemiek van Vleuten | Anna van der Breggen | Amanda Spratt                |
| La Course by Le Tour de France   | 19 juli            | Marianne Vos         | Leah Kirchmann       | Cecilie Uttrup Ludwig        |
| Prudential Ride London           | 3 augustus         | Lorena Wiebes        | Elisa Balsamo        | Coryn Rivera                 |
| Open de Suède Vårgårda (TTT)     | 17 augustus        | Trek-Segafredo       | Canyon-SRAM          | Team Sunweb                  |
| Open de Suède Vårgårda           | 18 augustus        | Marta Bastianelli    | Marianne Vos         | Lorena Wiebes                |
| Ladies Tour of Norway            | 22-25 augustus     | Marianne Vos         | Coryn Rivera         | Leah Kirchmann               |
| GP de Plouay-Bretagne            | 31 augustus        | Anna van der Breggen | Coryn Rivera         | Amy Pieters                  |
| Boels Ladies Tour                | 3-8 september      | Christine Majerus    | Lorena Wiebes        | Lisa Klein                   |
| La Madrid Challenge by La Vuelta | 14-15 september    | Lisa Brennauer       | Lucinda Brand        | Pernille Mathiesen           |
| Ronde van Guangxi                | 22 oktober         | Chloe Hosking        | Alison Jackson       | Marianne Vos                 |
| Eindklassement                   | Eindklassement     | Marianne Vos         | Annemiek van Vleuten | Lorena Wiebes                |
| Jongerenklassement               | Jongerenklassement | Lorena Wiebes        | Marta Cavalli        | Sofia Bertizzolo Évita Muzic |
| Ploegenklassement                | Ploegenklassement  | Boels Dolmans        | Team Sunweb          | Trek-Segafredo               |

### 2020

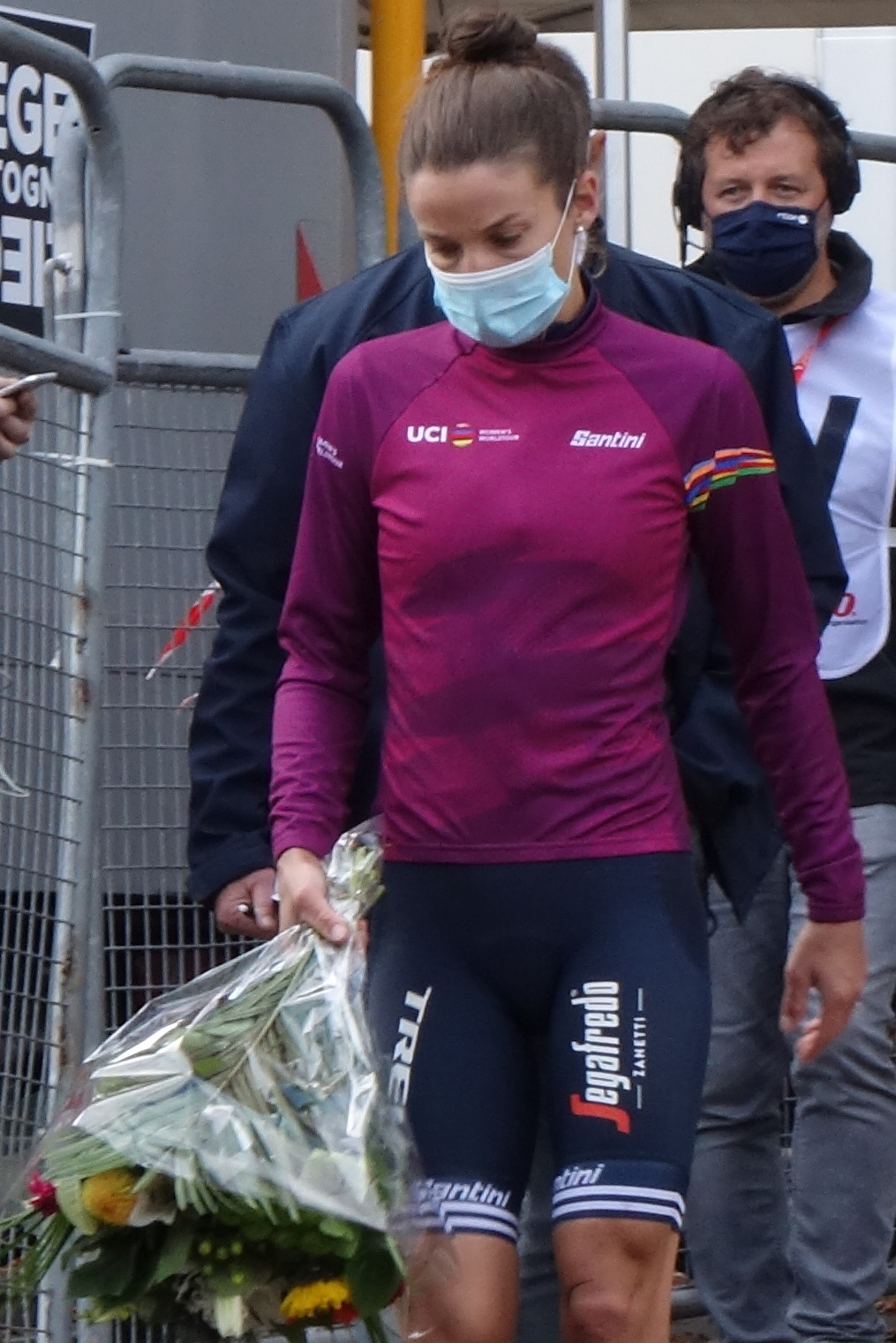
Lizzie Deignan in de leiderstrui.

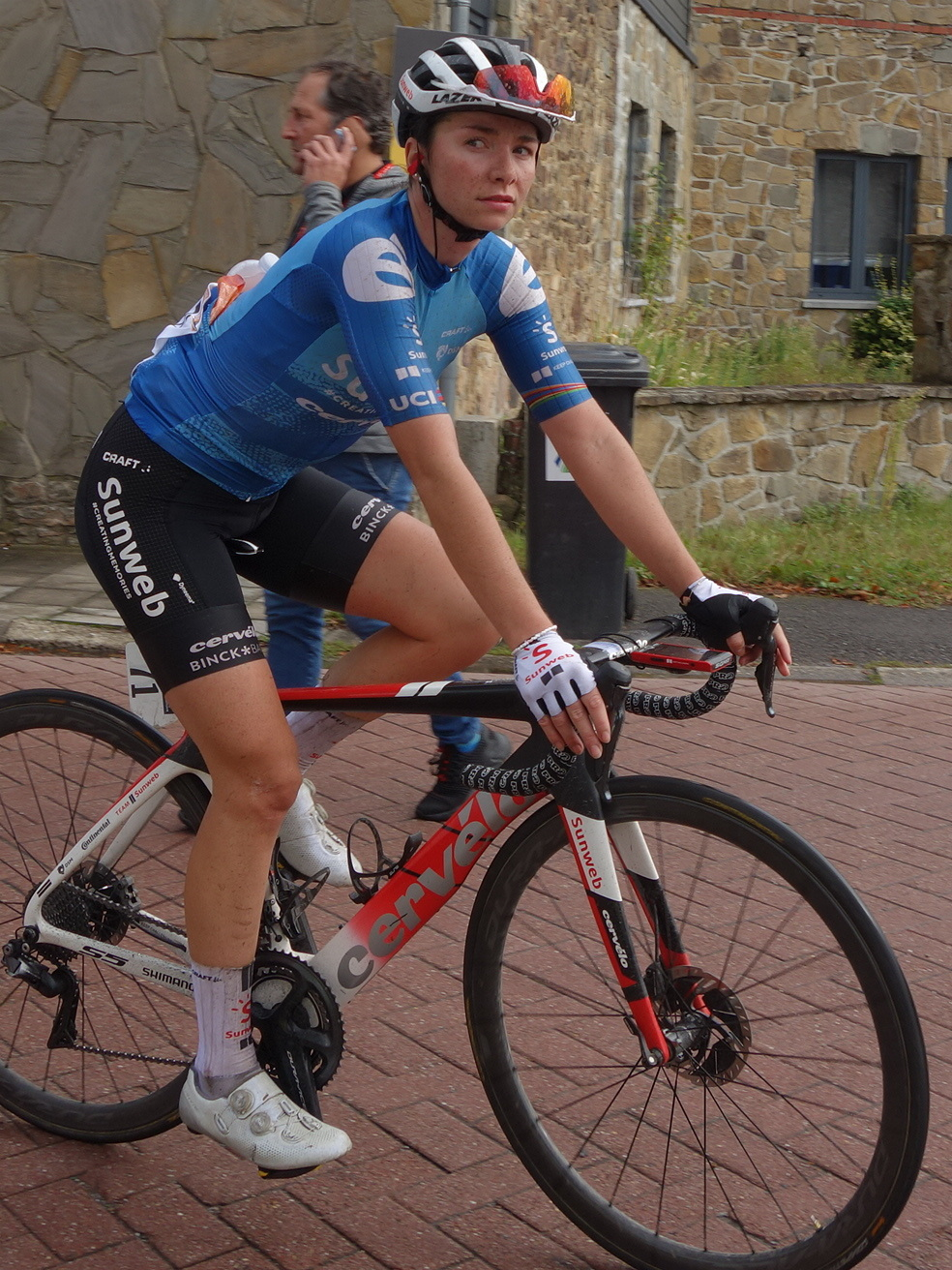
Liane Lippert in de jongerentrui.

| Wedstrijd                          | Datum              | Winnaar              | Tweede                | Derde                |
| ---------------------------------- | ------------------ | -------------------- | --------------------- | -------------------- |
| Cadel Evans Great Ocean Road Race  | 1 februari         | Liane Lippert        | Arlenis Sierra        | Amanda Spratt        |
| Bevrijdingsronde van Drenthe       | 15 maart           | geannuleerd*         | geannuleerd*          | geannuleerd*         |
| Trofeo Alfredo Binda               | 22 maart           | geannuleerd*         | geannuleerd*          | geannuleerd*         |
| Amgen Tour of California           | 14-16 mei          | geannuleerd***       | geannuleerd***        | geannuleerd***       |
| OVO Energy Women's Tour            | 8-13 juni          | geannuleerd*         | geannuleerd*          | geannuleerd*         |
| Vernieuwde kalender:               |                    |                      |                       |                      |
| Strade Bianche                     | 1 augustus         | Annemiek van Vleuten | Mavi García           | Leah Thomas          |
| Postnord Vårgårda WestSweden (TTT) | 8 augustus         | geannuleerd**        | geannuleerd**         | geannuleerd**        |
| Postnord Vårgårda WestSweden       | 9 augustus         | geannuleerd**        | geannuleerd**         | geannuleerd**        |
| Ladies Tour of Norway              | 13-16 augustus     | geannuleerd**        | geannuleerd**         | geannuleerd**        |
| GP de Plouay                       | 26 augustus        | Lizzie Deignan       | Lizzy Banks           | Chiara Consonni      |
| La Course by Le Tour de France     | 29 augustus        | Lizzie Deignan       | Marianne Vos          | Demi Vollering       |
| Boels Ladies Tour                  | 1-6 september      | geannuleerd**        | geannuleerd**         | geannuleerd**        |
| Giro d'Italia Int. Femminile       | 11-19 september    | Anna van der Breggen | Katarzyna Niewiadoma  | Elisa Longo Borghini |
| Waalse Pijl                        | 30 september       | Anna van der Breggen | Cecilie Uttrup Ludwig | Demi Vollering       |
| Luik-Bastenaken-Luik               | 4 oktober          | Lizzie Deignan       | Grace Brown           | Ellen van Dijk       |
| Amstel Gold Race                   | 10 oktober         | geannuleerd**        | geannuleerd**         | geannuleerd**        |
| Gent–Wevelgem in Flanders Field    | 11 oktober         | Jolien D'Hoore       | Lotte Kopecky         | Lisa Brennauer       |
| Ronde van Vlaanderen               | 18 oktober         | Chantal Blaak        | Amy Pieters           | Lotte Kopecky        |
| Driedaagse Brugge-De Panne         | 20 oktober         | Lorena Wiebes        | Lisa Brennauer        | Lotte Kopecky        |
| Ronde van Guangxi                  | 20 oktober         | geannuleerd**        | geannuleerd**         | geannuleerd**        |
| Tour of Chongming Island           | 23-25 oktober      | geannuleerd**        | geannuleerd**         | geannuleerd**        |
| Parijs-Roubaix                     | 25 oktober         | geannuleerd‡         | geannuleerd‡          | geannuleerd‡         |
| La Madrid Challenge by La Vuelta   | 6-8 november       | Lisa Brennauer       | Elisa Longo Borghini  | Lorena Wiebes        |
| Eindklassement                     | Eindklassement     | Lizzie Deignan       | Elisa Longo Borghini  | Lisa Brennauer       |
| Jongerenklassement                 | Jongerenklassement | Liane Lippert        | Mikayla Harvey        | Lorena Wiebes        |
| Ploegenklassement                  | Ploegenklassement  | Trek-Segafredo       | Boels Dolmans         | Team Sunweb          |

* Deze wedstrijden werden geannuleerd vanwege de Coronapandemie en kregen ook geen vervangende datum.
** Deze wedstrijden kregen een nieuwe datum en werden erna alsnog geannuleerd.
*** De Ronde van Californië werd eind 2019 al geannuleerd, nog voor het uitbreken van de Coronapandemie.
‡ Parijs-Roubaix stond niet op de oorspronkelijke kalender, werd toegevoegd op de vernieuwde kalender die werd opgesteld na het uitbreken van de Coronapandemie, maar werd erna alsnog geannuleerd.

### 2021

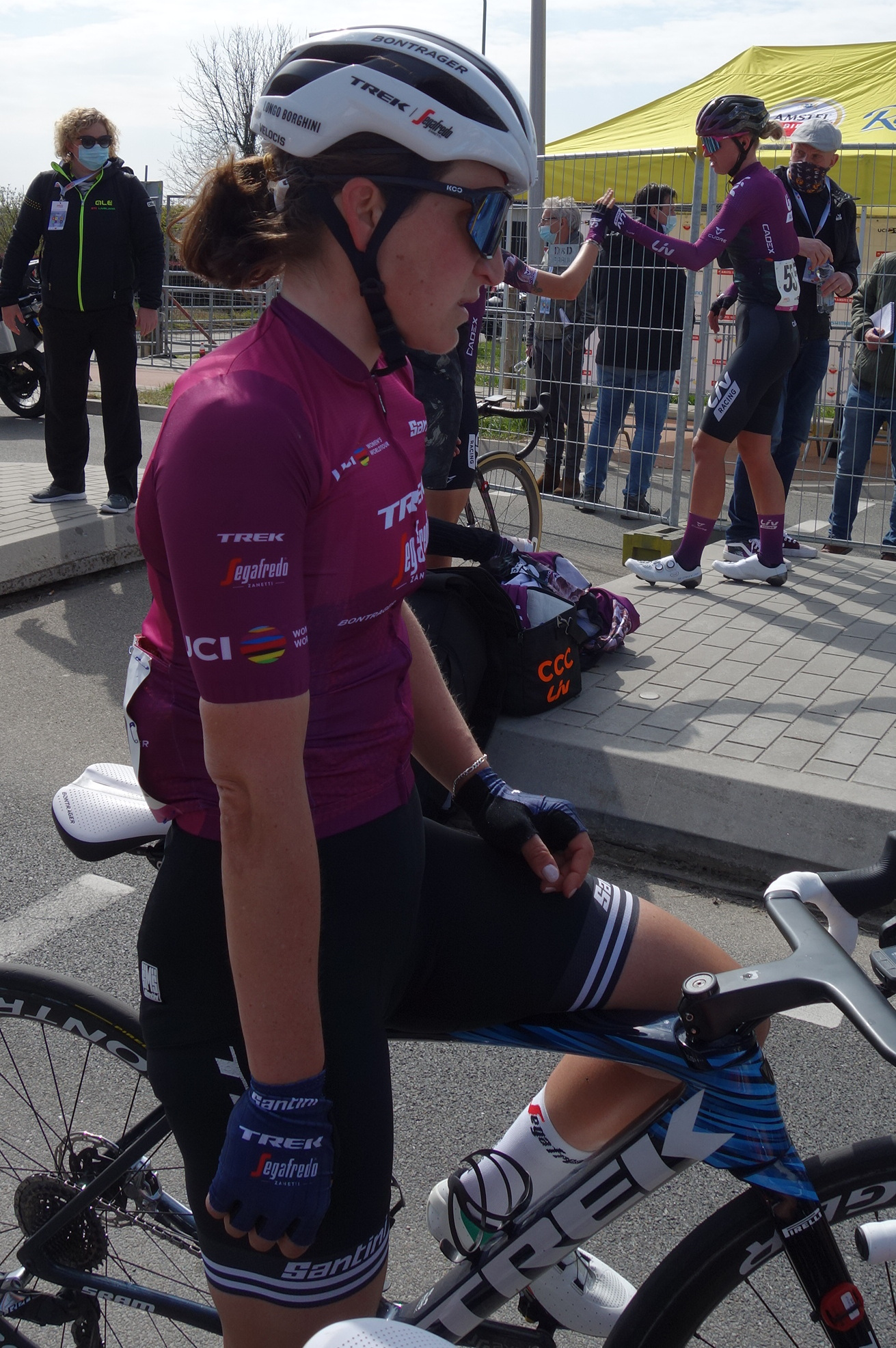
Elisa Longo Borghini in de paarse leiderstrui bij de Amstel Gold Race 2021.

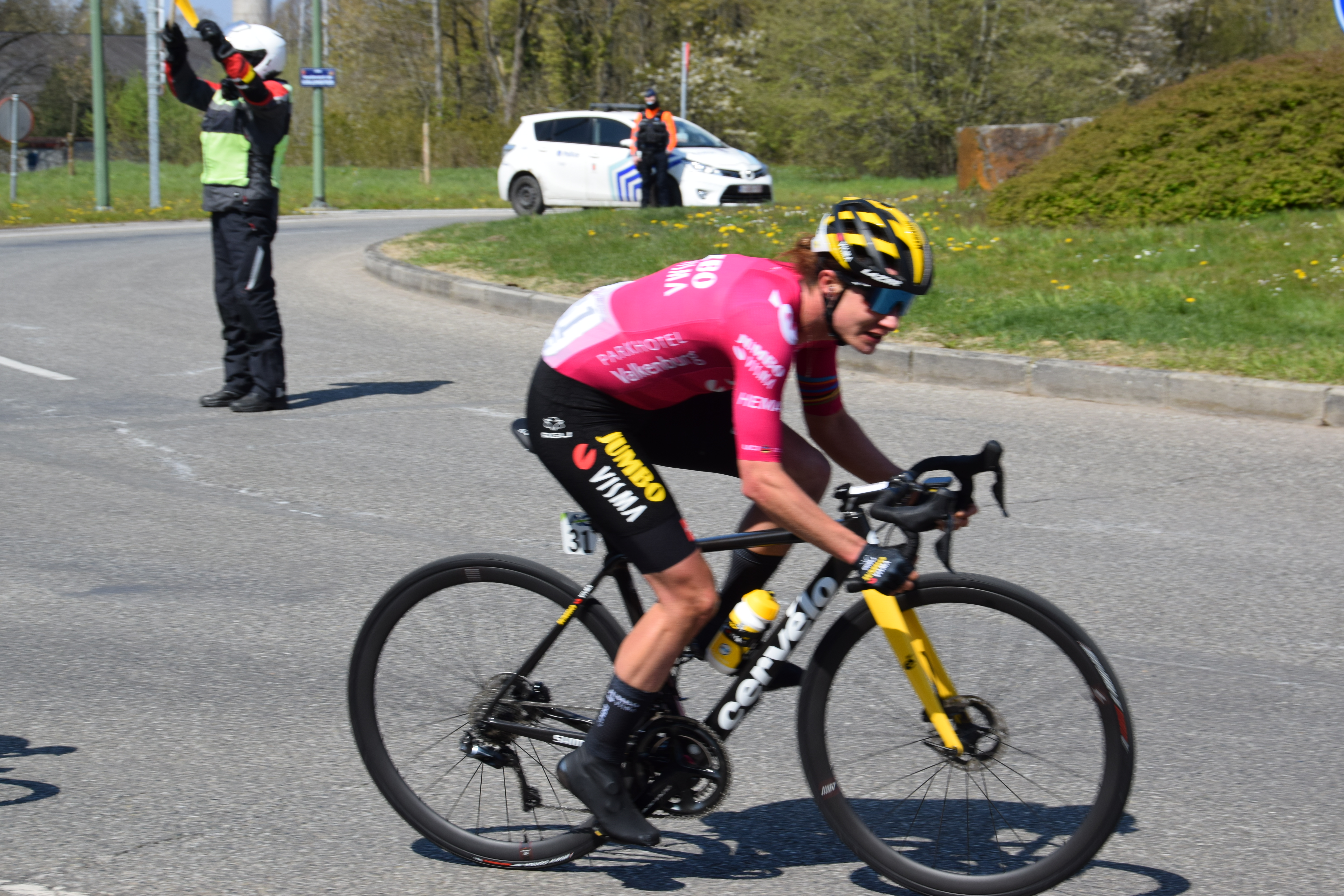
Marianne Vos in de leiderstrui tijdens Luik-Bastenaken-Luik 2021.

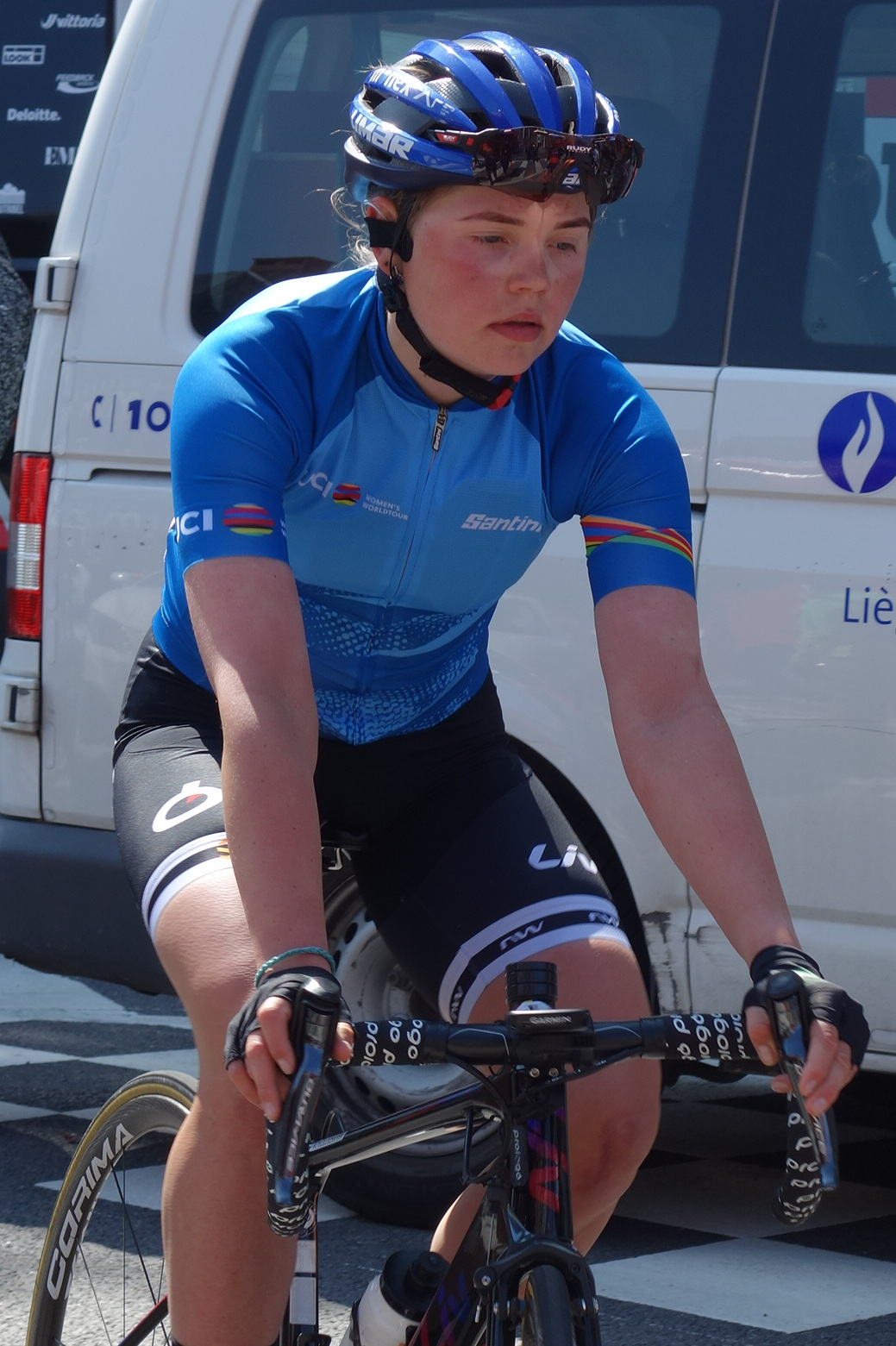
Maria Novolodskaja in de blauwe leiderstrui van het jongerenklassement.

| Wedstrijd                             | Datum                  | Winnaar                     | Tweede                 | Derde                 |
| ------------------------------------- | ---------------------- | --------------------------- | ---------------------- | --------------------- |
| Cadel Evans Great Ocean Road Race     | 30 januari             | geannuleerd*                | geannuleerd*           | geannuleerd*          |
| Strade Bianche                        | 6 maart                | Chantal van den Broek-Blaak | Elisa Longo Borghini   | Anna van der Breggen  |
| Trofeo Alfredo Binda                  | 21 maart               | Elisa Longo Borghini        | Marianne Vos           | Cecilie Uttrup Ludwig |
| Driedaagse Brugge-De Panne            | 25 maart               | Grace Brown                 | Emma Norsgaard         | Jolien D'Hoore        |
| Gent–Wevelgem in Flanders Field       | 28 maart               | Marianne Vos                | Lotte Kopecky          | Lisa Brennauer        |
| Ronde van Vlaanderen                  | 4 april                | Annemiek van Vleuten        | Lisa Brennauer         | Grace Brown           |
| Amstel Gold Race                      | 18 april               | Marianne Vos                | Demi Vollering         | Annemiek van Vleuten  |
| Waalse Pijl                           | 21 april               | Anna van der Breggen        | Katarzyna Niewiadoma   | Elisa Longo Borghini  |
| Luik-Bastenaken-Luik                  | 25 april               | Demi Vollering              | Annemiek van Vleuten   | Elisa Longo Borghini  |
| Ronde van Burgos                      | 20-23 mei              | Anna van der Breggen        | Annemiek van Vleuten   | Demi Vollering        |
| RideLondon Classique                  | 30 mei                 | geannuleerd*                | geannuleerd*           | geannuleerd*          |
| La Course by Le Tour de France        | 27 juni                | Demi Vollering              | Cecilie Uttrup Ludwig  | Marianne Vos          |
| Itzulia Women Clásica San Sebastián** | 14-16 mei 31 juli      | Annemiek van Vleuten        | Ruth Winder            | Tatiana Guderzo       |
| Postnord Vårgårda WestSweden (TTT)    | 7 augustus             | geannuleerd*                | geannuleerd*           | geannuleerd*          |
| Postnord Vårgårda WestSweden          | 8 augustus             | geannuleerd*                | geannuleerd*           | geannuleerd*          |
| Ladies Tour of Norway                 | 12-15 augustus         | Annemiek van Vleuten        | Ashleigh Moolman-Pasio | Kristen Faulkner      |
| Simac Ladies Tour                     | 24-29 augustus         | Chantal van den Broek-Blaak | Marlen Reusser         | Ellen van Dijk        |
| GP de Plouay-Bretagne                 | 30 augustus            | Elisa Longo Borghini        | Gladys Verhulst        | Kristen Faulkner      |
| Ceratizit Challenge by La Vuelta      | 3-5 september          | Annemiek van Vleuten        | Marlen Reusser         | Elise Chabbey         |
| Parijs-Roubaix‡                       | 11 april 2 oktober     | Lizzie Deignan              | Marianne Vos           | Elisa Longo Borghini  |
| The Women's Tour‡                     | 7-12 juni 4-9 oktober  | Demi Vollering              | Juliette Labous        | Clara Copponi         |
| Tour of Chongming Island              | 6-8 mei, 14-16 oktober | geannuleerd*                | geannuleerd*           | geannuleerd*          |
| Ronde van Guangxi                     | 19 oktober             | geannuleerd*                | geannuleerd*           | geannuleerd*          |
| Ronde van Drenthe‡                    | 14 maart 23 oktober    | Lorena Wiebes               | Elena Cecchini         | Eleonora Gasparrini   |
| Eindklassement                        | Eindklassement         | Annemiek van Vleuten        | Demi Vollering         | Elisa Longo Borghini  |
| Jongerenklassement                    | Jongerenklassement     | Niamh Fisher-Black          | Évita Muzic            | Maria Novolodskaja    |
| Ploegenklassement                     | Ploegenklassement      | SD Worx                     | Trek-Segafredo         | Movistar              |

* Deze wedstrijden werden geannuleerd vanwege de aanhoudende Coronapandemie.
** De driedaagse Ronde van het Baskenland voor vrouwen in mei werd vervangen door de eveneens Baskische eendagswedstrijd Clásica San Sebastián in juli.
‡ Deze wedstrijden werden uitgesteld naar het najaar.

### 2022

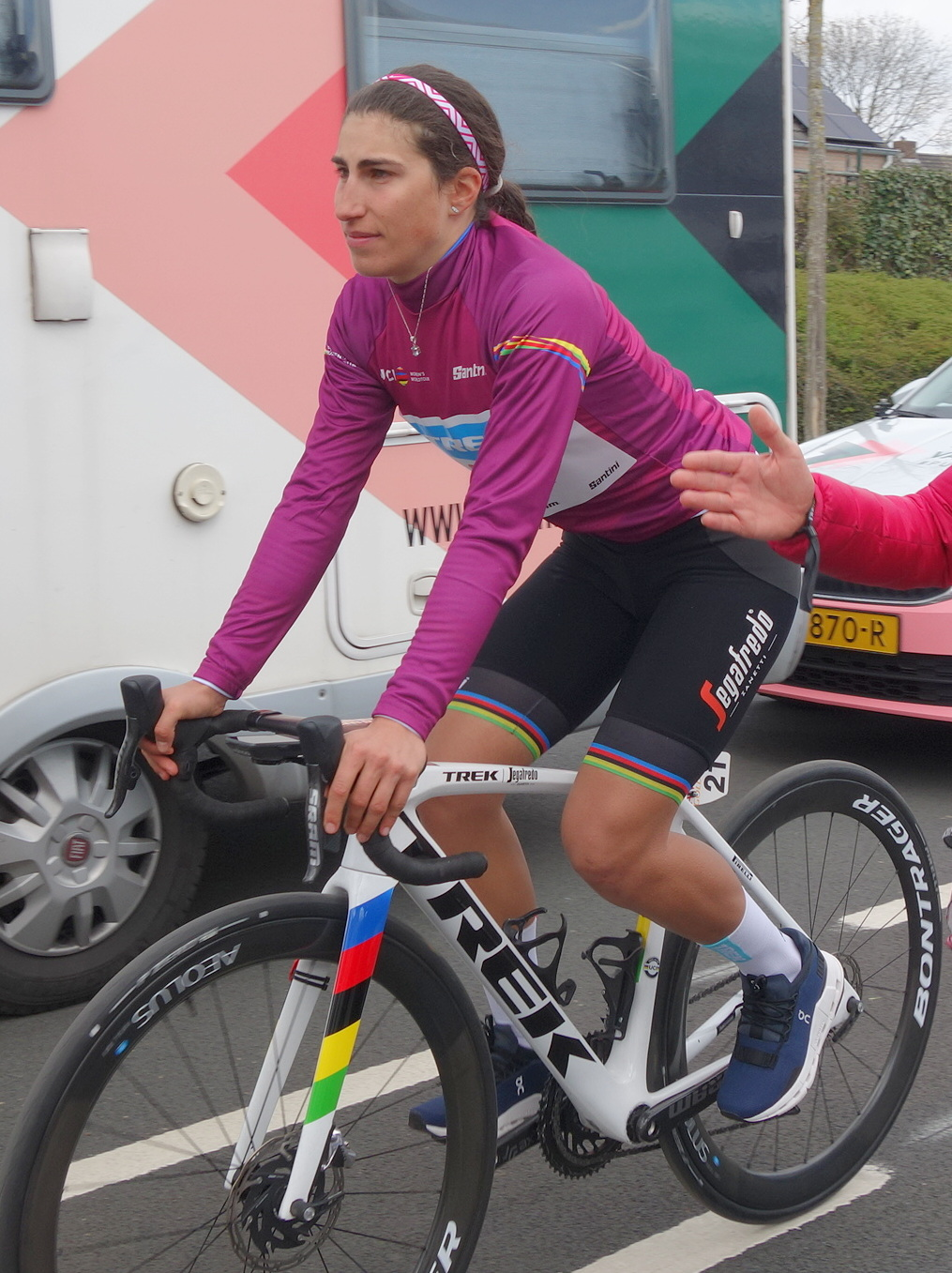
Elisa Balsamo in de paarse leiderstrui

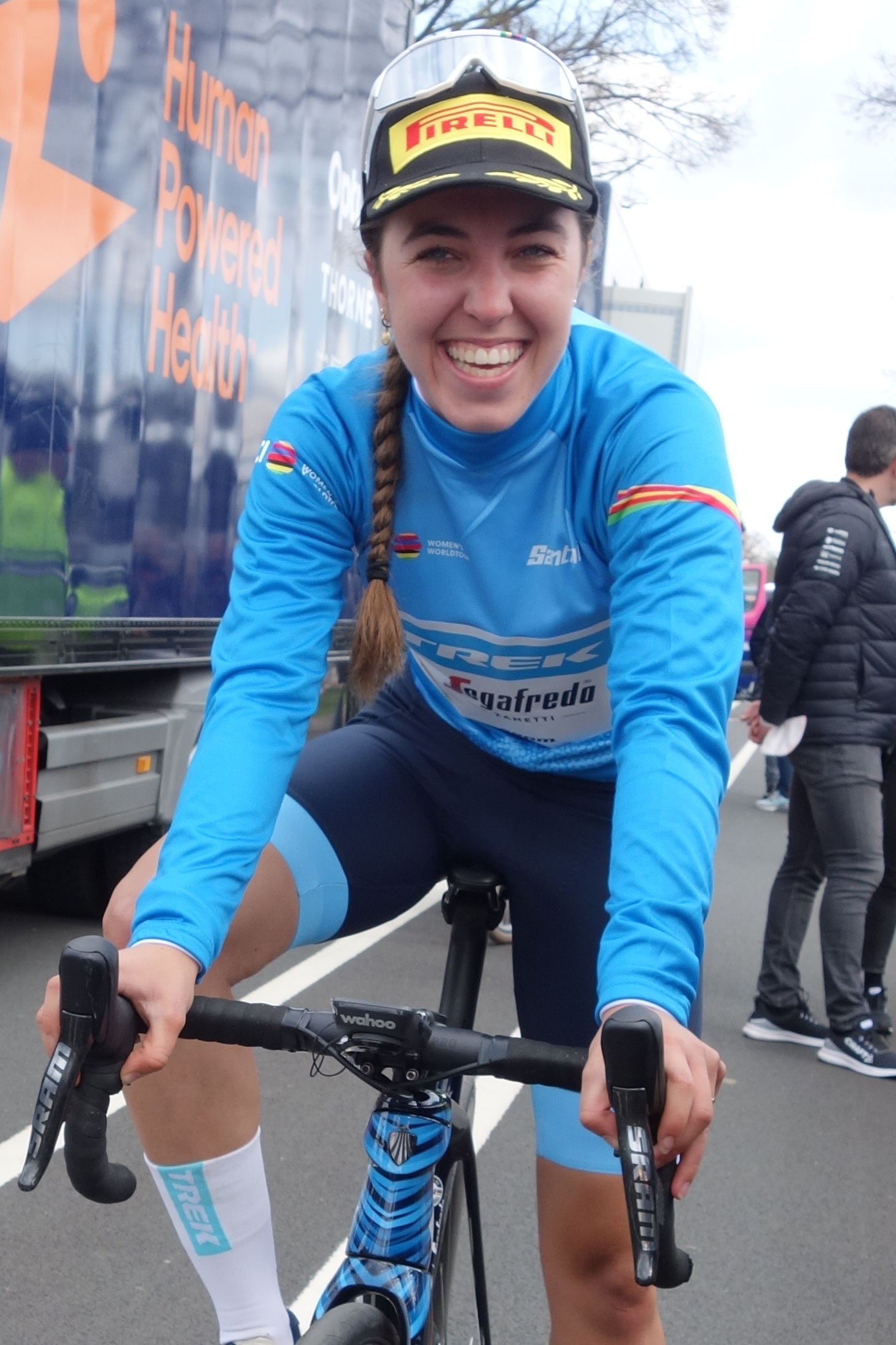
Shirin van Anrooij in de blauwe jongerentrui

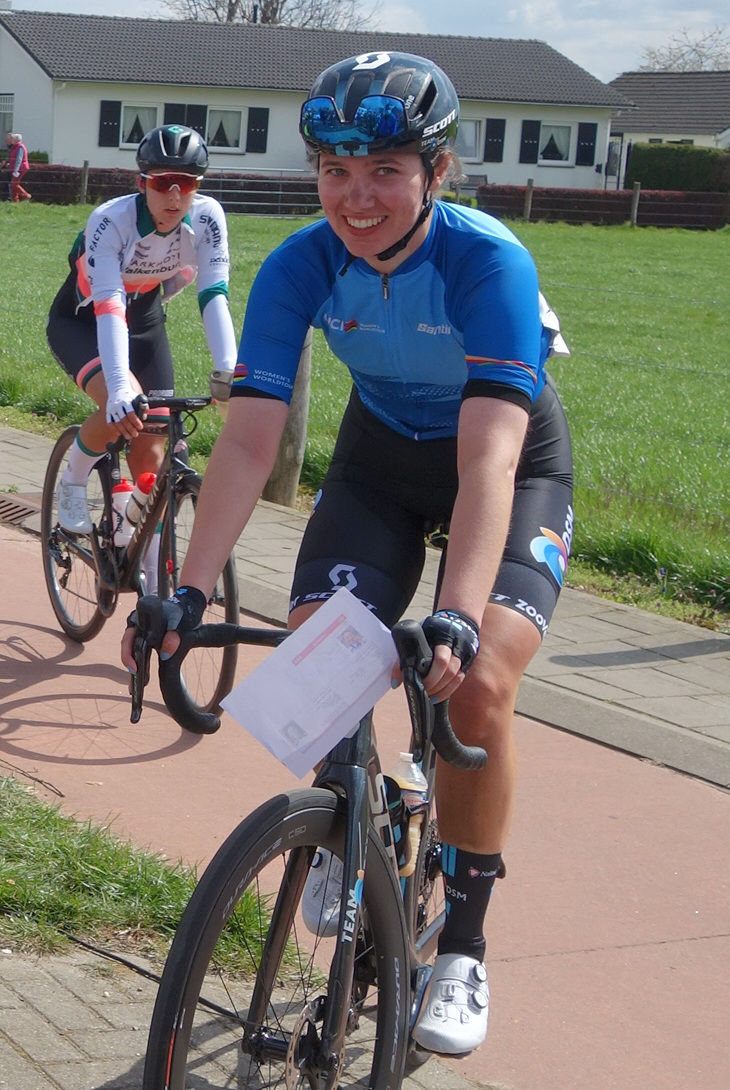
Pfeiffer Georgi in de blauwe jongerentrui

| Wedstrijd                          | Datum                 | Winnaar                | Tweede               | Derde                       |
| ---------------------------------- | --------------------- | ---------------------- | -------------------- | --------------------------- |
| Cadel Evans Great Ocean Road Race  | 29 januari            | geannuleerd*           | geannuleerd*         | geannuleerd*                |
| Strade Bianche                     | 5 maart               | Lotte Kopecky          | Annemiek van Vleuten | Ashleigh Moolman-Pasio      |
| Ronde van Drenthe                  | 12 maart              | Lorena Wiebes          | Elisa Balsamo        | Lotte Kopecky               |
| Trofeo Alfredo Binda               | 20 maart              | Elisa Balsamo          | Sofia Bertizzolo     | Soraya Paladin              |
| Brugge-De Panne                    | 24 maart              | Elisa Balsamo          | Lorena Wiebes        | Marta Bastianelli           |
| Gent–Wevelgem in Flanders Field    | 27 maart              | Elisa Balsamo          | Marianne Vos         | Maria Giulia Confalonieri   |
| Ronde van Vlaanderen               | 3 april               | Lotte Kopecky          | Annemiek van Vleuten | Chantal van den Broek-Blaak |
| Amstel Gold Race                   | 10 april              | Marta Cavalli          | Demi Vollering       | Liane Lippert               |
| Parijs-Roubaix                     | 16 april              | Elisa Longo Borghini   | Lotte Kopecky        | Lucinda Brand               |
| Waalse Pijl                        | 20 april              | Marta Cavalli          | Annemiek van Vleuten | Demi Vollering              |
| Luik-Bastenaken-Luik               | 24 april              | Annemiek van Vleuten   | Grace Brown          | Demi Vollering              |
| Itzulia Women                      | 13-15 mei             | Demi Vollering         | Pauliena Rooijakkers | Kristen Faulkner            |
| Ronde van Burgos                   | 19-22 mei             | Juliette Labous        | Évita Muzic          | Demi Vollering              |
| RideLondon Classique               | 27-29 mei             | Lorena Wiebes          | Elisa Balsamo        | Emma Norsgaard              |
| The Women's Tour                   | 6-11 juni             | Elisa Longo Borghini   | Grace Brown          | Katarzyna Niewiadoma        |
| Giro Donne                         | 30 juni-10 juli       | Annemiek van Vleuten   | Marta Cavalli        | Mavi García                 |
| Tour de France Femmes              | 24-31 juli            | Annemiek van Vleuten   | Demi Vollering       | Katarzyna Niewiadoma        |
| Postnord Vårgårda WestSweden (TTT) | 6 augustus            | Trek-Segafredo         | Team SD Worx         | Team DSM                    |
| Postnord Vårgårda WestSweden       | 7 augustus            | Audrey Cordon-Ragot    | Pfeiffer Georgi      | Valerie Demey               |
| Ronde van Scandinavië              | 9-14 augustus         | Cecilie Uttrup Ludwig  | Liane Lippert        | Alexandra Manly             |
| GP de Plouay                       | 27 augustus           | Mavi García            | Amber Kraak          | Grace Brown                 |
| Simac Ladies Tour                  | 30 aug-4 sept         | Lorena Wiebes          | Audrey Cordon-Ragot  | Karlijn Swinkels            |
| Ceratizit Challenge by La Vuelta   | 8-11 september        | Annemiek van Vleuten   | Elisa Longo Borghini | Demi Vollering              |
| Ronde van Romandië                 | 7-9 oktober           | Ashleigh Moolman-Pasio | Annemiek van Vleuten | Elisa Longo Borghini        |
| Tour of Chongming Island           | 5-7 mei 13-15 oktober | geannuleerd*           | geannuleerd*         | geannuleerd*                |
| Ronde van Guangxi                  | 18 oktober            | geannuleerd*           | geannuleerd*         | geannuleerd*                |
| Eindklassement                     | Eindklassement        | Annemiek van Vleuten   | Elisa Longo Borghini | Demi Vollering              |
| Jongerenklassement                 | Jongerenklassement    | Shirin van Anrooij     | Niamh Fisher-Black   | Pfeiffer Georgi             |
| Ploegenklassement                  | Ploegenklassement     | SD Worx                | Trek-Segafredo       | DSM                         |

* Deze wedstrijden werden geannuleerd vanwege de aanhoudende Coronapandemie.

### 2023

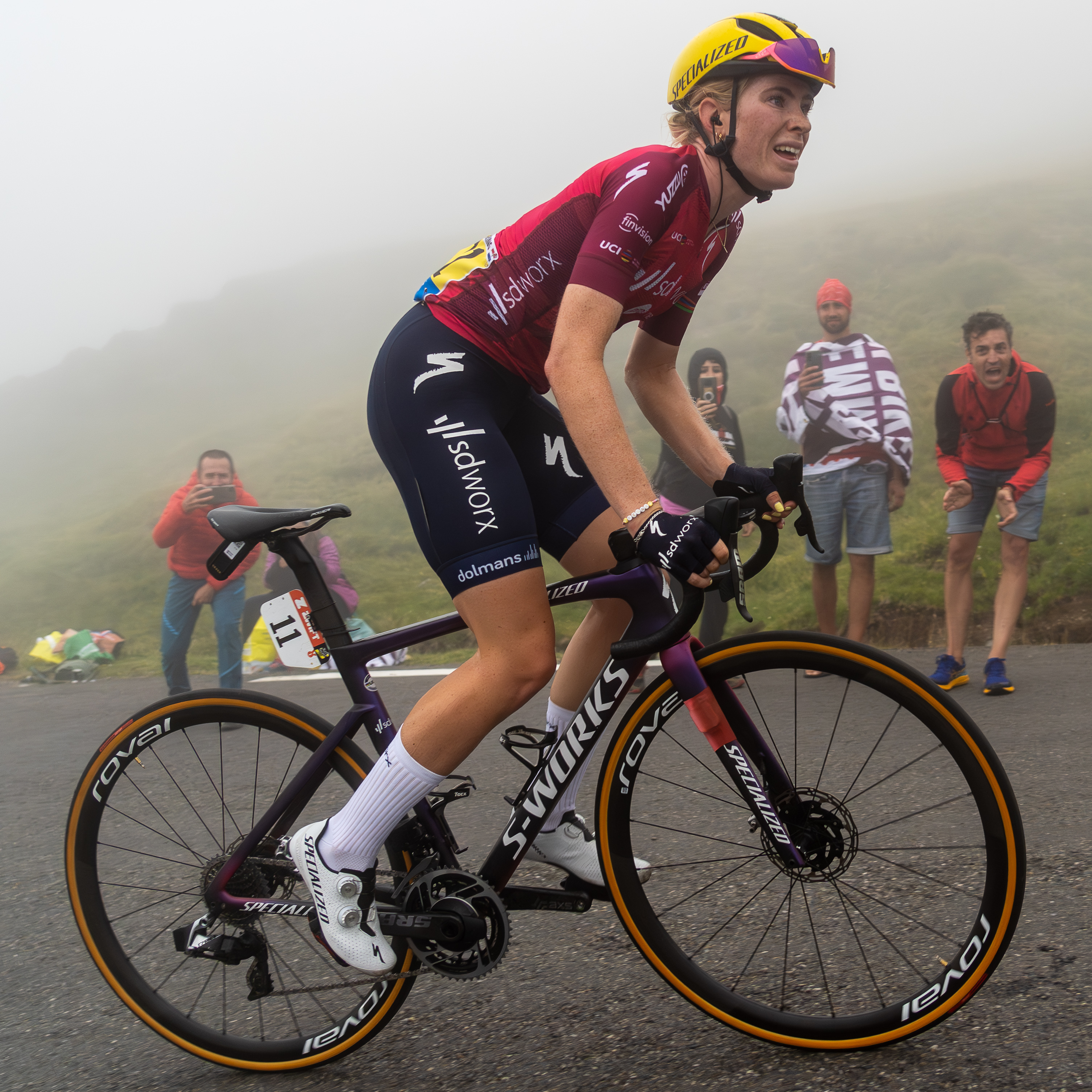
Leidster Demi Vollering tijdens de Tour de France Femmes 2023.

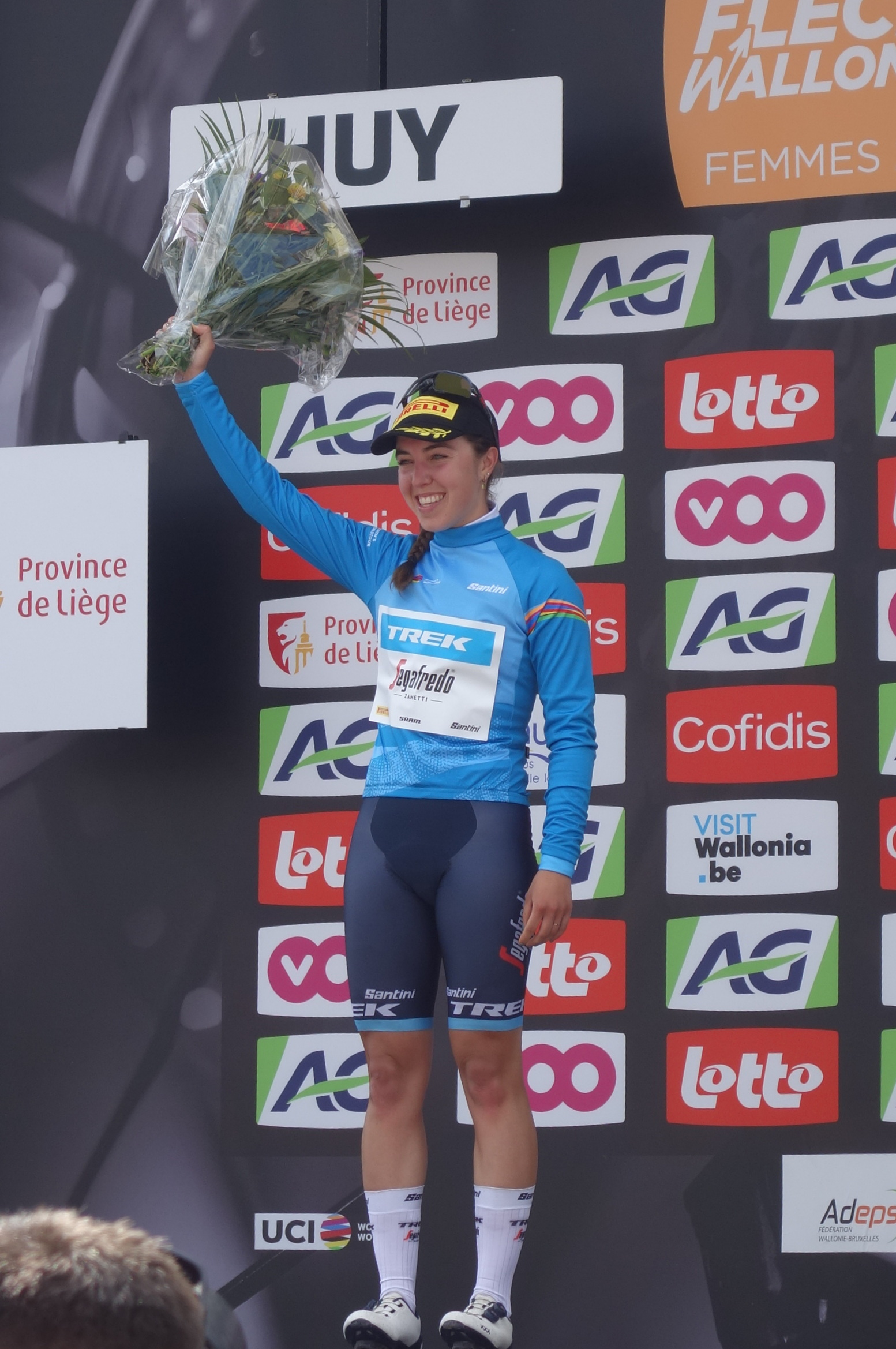
Shirin van Anrooij in de blauwe leidsterstrui als beste jongere.

| Wedstrijd                                 | Datum              | Winnaar              | Tweede                | Derde                                  |
| ----------------------------------------- | ------------------ | -------------------- | --------------------- | -------------------------------------- |
| Tour Down Under                           | 15–17 januari      | Grace Brown          | Amanda Spratt         | Georgia Williams                       |
| Cadel Evans Great Ocean Road Race         | 28 januari         | Loes Adegeest        | Amanda Spratt         | Nina Buysman                           |
| Ronde van de Verenigde Arabische Emiraten | 9–12 februari      | Elisa Longo Borghini | Gaia Realini          | Silvia Persico                         |
| Omloop Het Nieuwsblad                     | 25 februari        | Lotte Kopecky        | Lorena Wiebes         | Marta Bastianelli                      |
| Strade Bianche                            | 4 maart            | Demi Vollering       | Lotte Kopecky         | Kristen Faulkner Cecilie Uttrup Ludwig |
| Ronde van Drenthe                         | 11 maart           | Lorena Wiebes        | Susanne Andersen      | Maike van der Duin                     |
| Trofeo Alfredo Binda                      | 19 maart           | Shirin van Anrooij   | Elisa Balsamo         | Vittoria Guazzini                      |
| Brugge-De Panne                           | 23 maart           | Pfeiffer Georgi      | Elisa Balsamo         | Lorena Wiebes                          |
| Gent–Wevelgem in Flanders Field           | 26 maart           | Marlen Reusser       | Megan Jastrab         | Maike van der Duin                     |
| Ronde van Vlaanderen                      | 2 april            | Lotte Kopecky        | Demi Vollering        | Elisa Longo Borghini                   |
| Parijs-Roubaix                            | 8 april            | Alison Jackson       | Katia Ragusa          | Marthe Truyen                          |
| Amstel Gold Race                          | 16 april           | Demi Vollering       | Lotte Kopecky         | Shirin van Anrooij                     |
| Waalse Pijl                               | 19 april           | Demi Vollering       | Liane Lippert         | Gaia Realini                           |
| Luik-Bastenaken-Luik                      | 23 april           | Demi Vollering       | Elisa Longo Borghini  | Marlen Reusser                         |
| La Vuelta España Femenina                 | 1–7 mei            | Annemiek van Vleuten | Demi Vollering        | Gaia Realini                           |
| Itzulia Women                             | 12–14 mei          | Marlen Reusser       | Demi Vollering        | Katarzyna Niewiadoma                   |
| Ronde van Burgos                          | 18–21 mei          | Demi Vollering       | Shirin van Anrooij    | Ashleigh Moolman-Pasio                 |
| RideLondon Classique                      | 26–28 mei          | Charlotte Kool       | Chloé Dygert          | Lizzie Deignan                         |
| The Women's Tour                          | 6–11 juni          | geannuleerd          | geannuleerd           | geannuleerd                            |
| Ronde van Zwitserland                     | 17–20 juni         | Marlen Reusser       | Demi Vollering        | Elisa Longo Borghini                   |
| Giro Donne                                | 30 juni–9 juli     | Annemiek van Vleuten | Juliette Labous       | Gaia Realini                           |
| Tour de France Femmes                     | 23–30 juli         | Demi Vollering       | Lotte Kopecky         | Katarzyna Niewiadoma                   |
| Postnord Vårgårda WestSweden (TTT)        | 19 augustus        | geannuleerd          | geannuleerd           | geannuleerd                            |
| Postnord Vårgårda WestSweden              | 20 augustus        | geannuleerd          | geannuleerd           | geannuleerd                            |
| Ronde van Scandinavië                     | 22–26 augustus     | Annemiek van Vleuten | Cecilie Uttrup Ludwig | Amber Kraak                            |
| GP de Plouay                              | 2 september        | Mischa Bredewold     | Marta Lach            | Sofia Bertizzolo                       |
| Simac Ladies Tour                         | 5–10 september     | Lotte Kopecky        | Lorena Wiebes         | Anna Henderson                         |
| Ronde van Romandië                        | 15–17 september    | Demi Vollering       | Katarzyna Niewiadoma  | Marlen Reusser                         |
| Ronde van Chongming                       | 12–14 oktober      | Chiara Consonni      | Mylène de Zoete       | Daria Pikulik                          |
| Ronde van Guangxi                         | 17 oktober         | Daria Pikulik        | Chiara Consonni       | Mia Griffin                            |
| Eindklassement                            | Eindklassement     | Demi Vollering       | Annemiek van Vleuten  | Lotte Kopecky                          |
| Jongerenklassement                        | Jongerenklassement | Shirin van Anrooij   | Gaia Realini          | Maike van der Duin                     |
| Ploegenklassement                         | Ploegenklassement  | SD Worx              | Canyon-SRAM           | Lidl-Trek                              |

### 2024

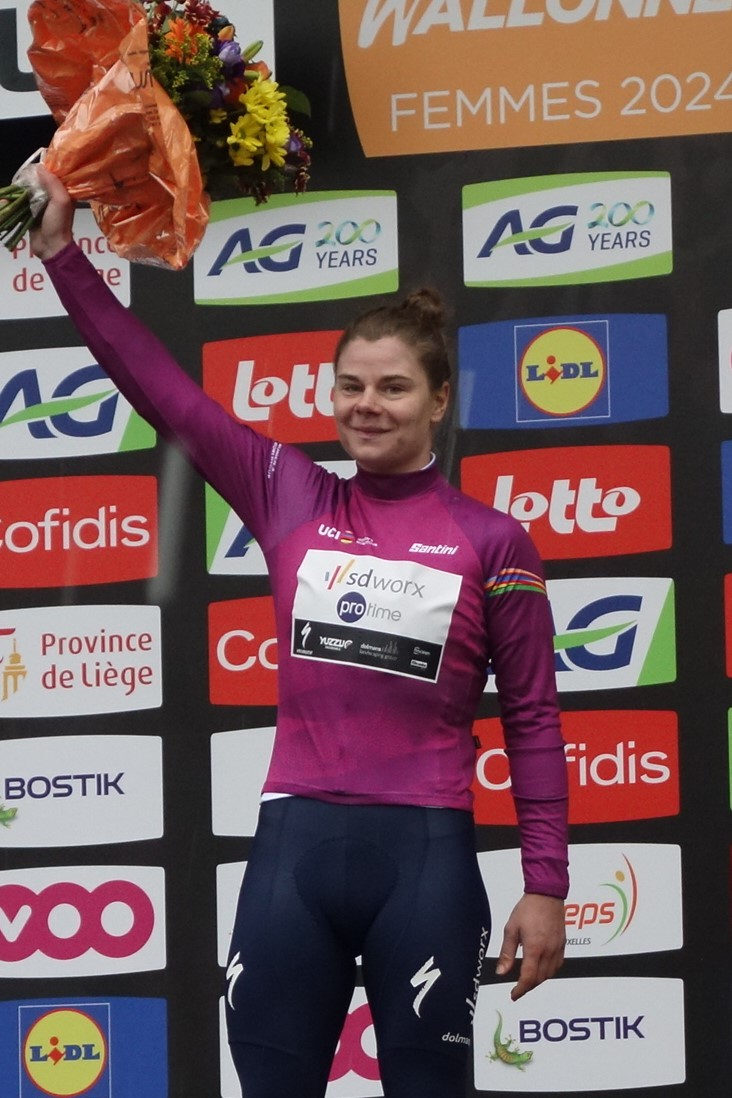
Wereldkampioene Lotte Kopecky in de paarse leiderstrui.

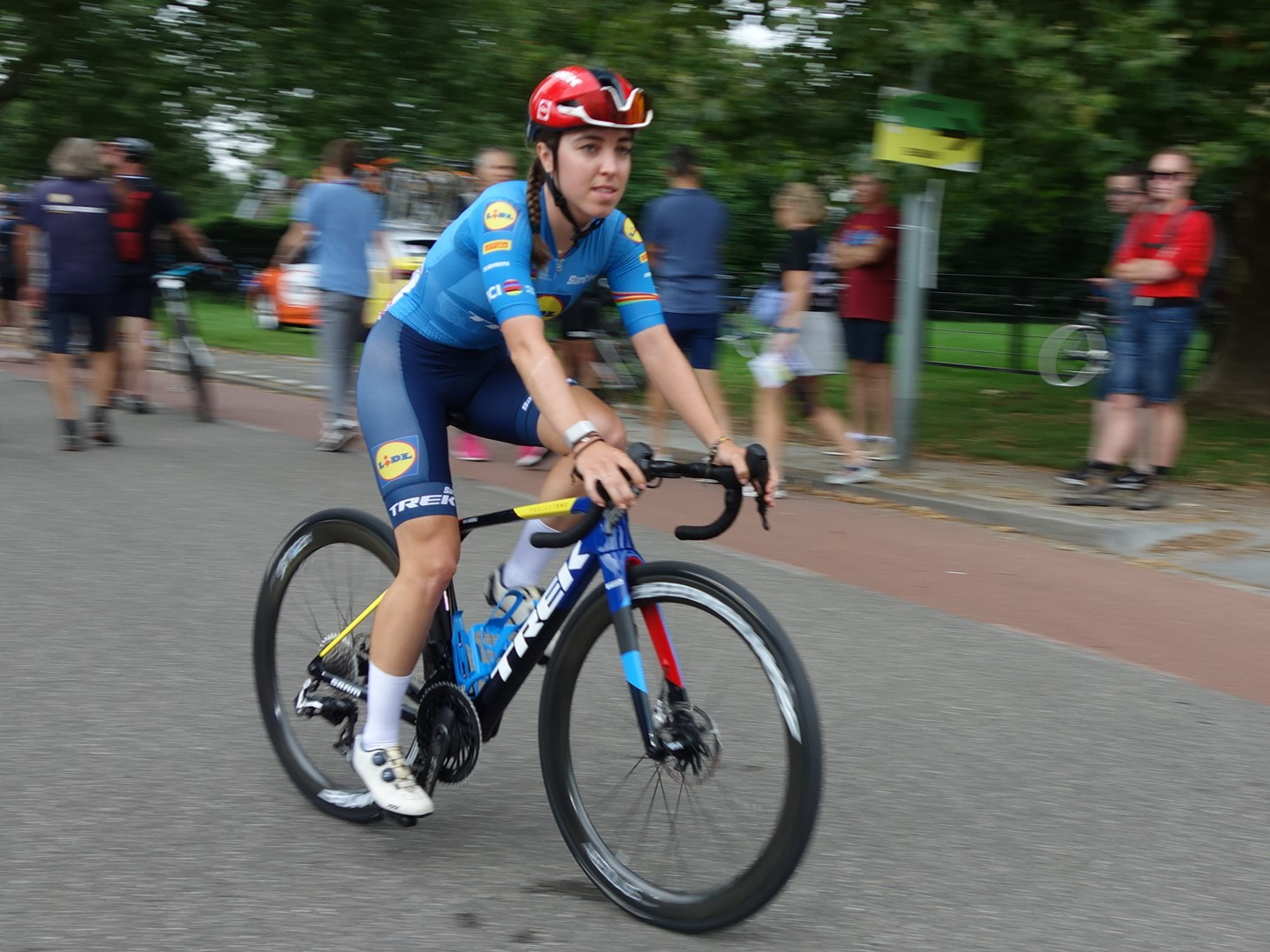
Beste jongere Shirin van Anrooij in de blauwe leiderstrui.

| Wedstrijd                                 | Datum              | Winnaar              | Tweede               | Derde                 |
| ----------------------------------------- | ------------------ | -------------------- | -------------------- | --------------------- |
| Tour Down Under                           | 12–14 januari      | Sarah Gigante        | Nienke Vinke         | Neve Bradbury         |
| Cadel Evans Great Ocean Road Race         | 27 januari         | Rosita Reijnhout     | Dominika Włodarczyk  | Cecilie Uttrup Ludwig |
| Ronde van de Verenigde Arabische Emiraten | 8–11 februari      | Lotte Kopecky        | Neve Bradbury        | Mavi García           |
| Omloop Het Nieuwsblad                     | 24 februari        | Marianne Vos         | Lotte Kopecky        | Elisa Longo Borghini  |
| Strade Bianche                            | 2 maart            | Lotte Kopecky        | Elisa Longo Borghini | Demi Vollering        |
| Ronde van Drenthe                         | 10 maart           | Lorena Wiebes        | Elisa Balsamo        | Puck Pieterse         |
| Trofeo Alfredo Binda                      | 17 maart           | Elisa Balsamo        | Lotte Kopecky        | Puck Pieterse         |
| Brugge-De Panne                           | 21 maart           | Elisa Balsamo        | Charlotte Kool       | Daria Pikulik         |
| Gent-Wevelgem                             | 24 maart           | Lorena Wiebes        | Elisa Balsamo        | Chiara Consonni       |
| Ronde van Vlaanderen                      | 31 maart           | Elisa Longo Borghini | Katarzyna Niewiadoma | Shirin van Anrooij    |
| Parijs-Roubaix                            | 6 april            | Lotte Kopecky        | Elisa Balsamo        | Pfeiffer Georgi       |
| Amstel Gold Race                          | 14 april           | Marianne Vos         | Lorena Wiebes        | Ingvild Gåskjenn      |
| Waalse Pijl                               | 17 april           | Katarzyna Niewiadoma | Demi Vollering       | Elisa Longo Borghini  |
| Luik-Bastenaken-Luik                      | 21 april           | Grace Brown          | Elisa Longo Borghini | Demi Vollering        |
| La Vuelta España Femenina                 | 29 april–5 mei     | Demi Vollering       | Riejanne Markus      | Elisa Longo Borghini  |
| Itzulia Women                             | 10–12 mei          | Demi Vollering       | Mischa Bredewold     | Juliette Labous       |
| Ronde van Burgos                          | 16–19 mei          | Demi Vollering       | Évita Muzic          | Karlijn Swinkels      |
| RideLondon Classique                      | 24–26 mei          | Lorena Wiebes        | Charlotte Kool       | Lotte Kopecky         |
| Tour of Britain Women                     | 6–9 juni           | Lotte Kopecky        | Anna Henderson       | Christine Majerus     |
| Ronde van Zwitserland                     | 15–18 juni         | Demi Vollering       | Neve Bradbury        | Elisa Longo Borghini  |
| Giro d'Italia Women                       | 7–14 juli          | Elisa Longo Borghini | Lotte Kopecky        | Neve Bradbury         |
| Tour de France Femmes                     | 12–18 augustus     | Katarzyna Niewiadoma | Demi Vollering       | Pauliena Rooijakkers  |
| GP de Plouay                              | 24 augustus        | Mischa Bredewold     | Chloé Dygert         | Liane Lippert         |
| Ronde van Scandinavië                     | 27 aug–1 sep       | geannuleerd          | geannuleerd          | geannuleerd           |
| Ronde van Romandië                        | 6–8 september      | Lotte Kopecky        | Demi Vollering       | Gaia Realini          |
| Simac Ladies Tour                         | 8–13 oktober       | Lotte Kopecky        | Franziska Koch       | Zoe Bäckstedt         |
| Ronde van Chongming                       | 15–17 oktober      | Marta Lach           | Mylène de Zoete      | Scarlett Souren       |
| Ronde van Guangxi                         | 20 oktober         | Sandra Alonso        | Giada Borghesi       | Marta Lach            |
| Eindklassement                            | Eindklassement     | Lotte Kopecky        | Demi Vollering       | Elisa Longo Borghini  |
| Jongerenklassement                        | Jongerenklassement | Shirin van Anrooij   | Puck Pieterse        | Neve Bradbury         |
| Ploegenklassement                         | Ploegenklassement  | SD Worx-Protime      | Lidl-Trek            | Canyon//SRAM Racing   |

### 2025
| Wedstrijd                                 | Datum              | Winnaar                                       | Tweede                                        | Derde                                         |
| ----------------------------------------- | ------------------ | --------------------------------------------- | --------------------------------------------- | --------------------------------------------- |
| Tour Down Under                           | 17–19 januari      | Noemi Rüegg                                   | Silke Smulders                                | Mie Bjørndal Ottestad                         |
| Cadel Evans Great Ocean Road Race         | 1 februari         | Ally Wollaston                                | Karlijn Swinkels                              | Noemi Rüegg                                   |
| Ronde van de Verenigde Arabische Emiraten | 6–9 februari       | Elisa Longo Borghini                          | Silvia Persico                                | Kimberley Le Court                            |
| Omloop Het Nieuwsblad                     | 3 maart            | Lotte Claes                                   | Aurela Nerlo                                  | Demi Vollering                                |
| Strade Bianche                            | 8 maart            | Demi Vollering                                | Anna van der Breggen                          | Pauline Ferrand-Prévot                        |
| Trofeo Alfredo Binda                      | 16 maart           | Elisa Balsamo                                 | Blanka Vas                                    | Cat Ferguson                                  |
| Milaan-San Remo                           | 22 maart           | Lorena Wiebes                                 | Marianne Vos                                  | Noemi Rüegg                                   |
| Brugge-De Panne                           | 27 maart           | Lorena Wiebes                                 | Chiara Consonni                               | Elisa Balsamo                                 |
| Gent-Wevelgem                             | 30 maart           | Lorena Wiebes                                 | Elisa Balsamo                                 | Charlotte Kool                                |
| Ronde van Vlaanderen                      | 6 april            | Lotte Kopecky                                 | Pauline Ferrand-Prévot                        | Liane Lippert                                 |
| Parijs-Roubaix                            | 12 april           | Pauline Ferrand-Prévot                        | Letizia Borghesi                              | Lorena Wiebes                                 |
| Amstel Gold Race                          | 20 april           | Mischa Bredewold                              | Ellen van Dijk                                | Puck Pieterse                                 |
| Waalse Pijl                               | 23 april           | Puck Pieterse                                 | Demi Vollering                                | Elisa Longo Borghini                          |
| Luik-Bastenaken-Luik                      | 27 april           | Kimberley Le Court                            | Puck Pieterse                                 | Demi Vollering                                |
| La Vuelta España Femenina                 | 5–11 mei           | Demi Vollering                                | Marlen Reusser                                | Anna van der Breggen                          |
| Itzulia Women                             | 16–18 mei          | Demi Vollering                                | Mischa Bredewold                              | Sarah Van Dam                                 |
| Ronde van Burgos                          | 22–25 mei          | Marlen Reusser                                | Elisa Longo Borghini                          | Yara Kastelijn                                |
| Ronde van Groot-Brittannië                | 5–8 juni           | Ally Wollaston                                | Cat Ferguson                                  | Karlijn Swinkels                              |
| Ronde van Zwitserland                     | 12–15 juni         | Marlen Reusser                                | Demi Vollering                                | Katarzyna Niewiadoma                          |
| Kopenhagen Sprint                         | 21 juni            | Lorena Wiebes                                 | Elisa Balsamo                                 | Chiara Consonni                               |
| Giro d'Italia Women                       | 6–13 juli          |                                               |                                               |                                               |
| Tour de France Femmes                     | 26 juli–3 augustus |                                               |                                               |                                               |
| Ronde van Romandië                        | 15–17 augustus     |                                               |                                               |                                               |
| Ronde van Scandinavië                     | 19–24 augustus     |                                               |                                               |                                               |
| GP de Plouay                              | 30 augustus        |                                               |                                               |                                               |
| Simac Ladies Tour                         | 7–12 oktober       |                                               |                                               |                                               |
| Ronde van Chongming                       | 14–16 oktober      |                                               |                                               |                                               |
| Ronde van Guangxi                         | 19 oktober         |                                               |                                               |                                               |
| Eindklassement                            | Eindklassement     | vanaf 2025 wordt er geen klassement opgemaakt | vanaf 2025 wordt er geen klassement opgemaakt | vanaf 2025 wordt er geen klassement opgemaakt |